# Wolhynier
Die Wolhynier (ukrainisch Волиняни, russisch Волыняне) waren ein Stammesverbund der Ostslawen, der am Ende des 1. Jahrtausends und am Anfang des 2. Jahrtausends das nach ihnen benannte Gebiet Wolhynien (am Oberlauf des Pripjat und entlang des Westlichen Bugs) bewohnte. 
Ihre Nachbarn waren im Süden die Weißen Kroaten und die Buschanen, im Westen die westslawischen Wislanen, im Norden die Dregowitschen und im Osten die Drewljanen. 

## Geschichte
Der Stammesname rührt wahrscheinlich von der Burg Wolyn am westlichen Ufer des Westlichen Bugs (heute in der Nähe des polnischen Dorfes Gródek im Powiat Hrubieszowski an der Grenze zur Ukraine). 
Die Nestorchronik berichtet im 12. Jahrhundert, die Wolhynier würden in einem Gebiet leben, das vorher von Duleben bewohnt gewesen sei. Sie berichtet auch, die Wolhynier hätten im Jahr 907 am Kiewer Feldzug gegen Byzanz teilgenommen. 956 werden vom arabischen Reisenden al-Mas'udi Wolinana erwähnt. Spätestens seit dieser Zeit gehörten Gebiete der Wolhynier östlich des westlichen Bugs zur Kiewer Rus. Im Jahr 981 erobert Wladimir von Kiew das Tscherwener Burgenland westlich des Bugs. 988 übergibt er die offensichtlich nach ihm benannte Burg Wladimir (Wolodymyr) östlich des Bugs an seinen Sohn. 1018 wird Wolhynien vom polnischen Herzog Bolesław Chrobry erobert, 1031 geht es wieder an die Kiewer Rus. In der Folgezeit wird Wolodymyr Sitz des Fürstentums Wolhynien, seit 1199 des Fürstentums Halytsch-Wolhynien.